# Uganda nos Jogos Olímpicos de Verão de 1980
Uganda competiu nos Jogos Olímpicos de Verão de 1980 em Moscou, União Soviética.  O país retornou às Olimpíadas após boicotar os Jogos Olímpicos de Verão de 1976.

## Medalhistas

### Prata
- John Mugabi — Boxe, Peso Meio-médio

## Resultados por Evento

### Atletismo
Revezamento 4x400m masculino
- Pius Olowo, Charles Dramiga, John Akii-Bua, e Silver Ayoo
  - Eliminatória — 3:07.0 (→ não avançou)

400m com barreiras masculino
- John Akii-Bua
  - Eliminatória — 50.87
  - Semifinal — 51.10 (→ não avançou)

Salto em distância masculino
- Fidelis Ndyabagye
  - Classificatória — sem marca (→ sem classificação)

Lançamento de dardo masculino
- Justin Arop
  - Classificatória — 82.68 m
  - Final — 77.34 m (→ 12º lugar)

### Boxe
Peso Mosca (– 48 kg)
- Charles Lubulwa
  - Primeira rodada — Bye
  - Segunda rodada — Perdeu para György Gedó (Hungria) após o juiz interromper a luta no primeiro round

Peso Galo (– 54 kg)
- John Siryakibbe
  - Primeira rodada — Bye
  - Segunda rodada — Derrotou Aleksandr Radev (Bulgária) após o juiz interromper a luta no primeiro round
  - Terceira rodada — Derrotou Ali ben Maghenia (França) por pontos (5-0)
  - Quartas-de-final — Perdeu para Bernardo Piñango (Venezuela) por nocaute no segundo round

Peso Leve (– 60 kg)
- Geofrey Nyeko
  - Primeira rodada — Bye
  - Segunda rodada — Perdeu para Richard Nowakowski (Alemanha Oriental) após o juiz interromper a luta no primeiro round

Peso Meio-médio ligeiro (– 63,5 kg)
- John Munduga
  - Primeira rodada — Derrotou Nelson José Rodriguez (Venezuela) por pontos (4-1)
  - Segunda rodada — Perdeu para Farouk Chanchoun Jawad (Iraque) por nocaute no primeiro round

Peso Meio-médio(– 67 kg)
- John Mugabi —  Medalha de prata
  - Primeira rodada — Derrotou Georges Koffi (Congo) por nocaute no primeiro round
  - Segunda rodada — Derrotou Paul Rasamimanana (Madagascar) por nocaute no segundo round
  - Quartas-de-final — Derrotou Mehmet Bogujevci (Iugoslávia) por nocaute no primeiro round
  - Semifinais — Derrotou Kazimierz Szczerba (Polônia) por pontos (3-2)
  - Final — Perdeu para Andrés Aldama (Cuba) por pontos (1-4)